# My Way (Lil Tracy, Big E e Xavier Wulf)
My Way è un singolo del rapper statunitense Lil Tracy, pubblicato il 1º ottobre 2017

## Tracce
1. My Way – 3:00